# Ob"jačevo
Ob"jačevo (in lingua russa Объячево) è una città di circa 5 600 abitanti situata in Russia, nella Repubblica dei Komi. È il centro amministrativo del distretto Priluzskij.
Si trova sulla riva destra del fiume Luza, 190 km a sud di Syktyvkar.